# Franz Höfer von Feldsturm

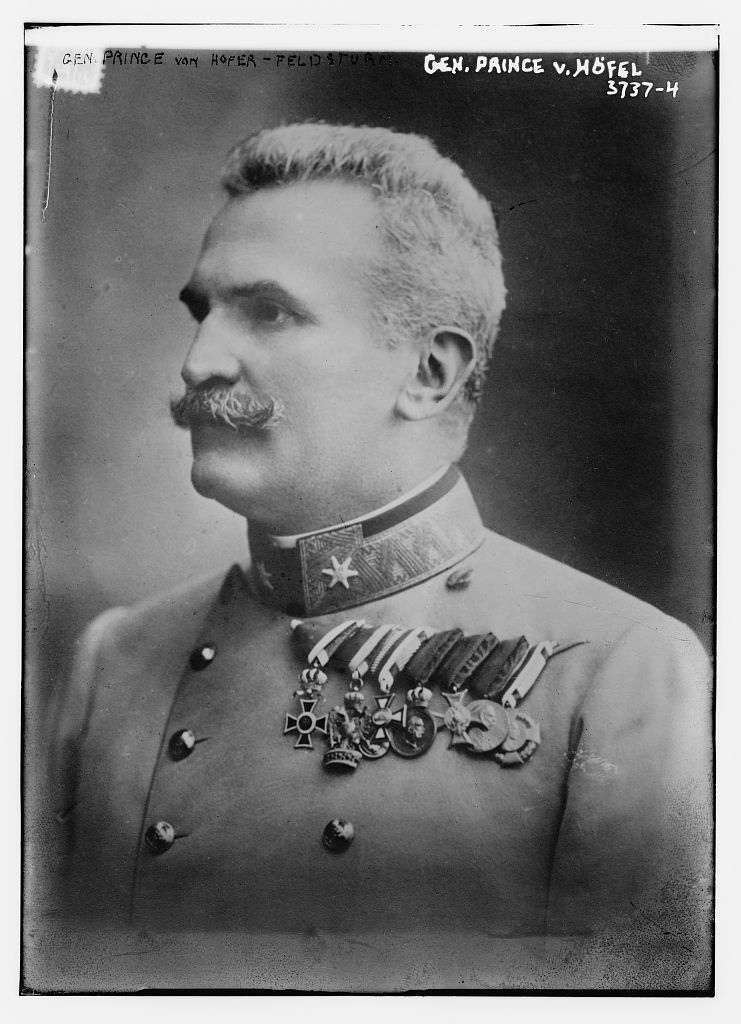
Franz Ritter Höfer von Feldsturm circa 1916

Franz Ritter Höfer von Feldsturm (* 9. Juli 1861 in Komotau; † 22. Jänner 1918 in Wien) war kaiserlich-königlicher Feldmarschallleutnant der österreich-ungarischen Armee während des Ersten Weltkriegs und Verfasser der amtlichen Heeresberichte.

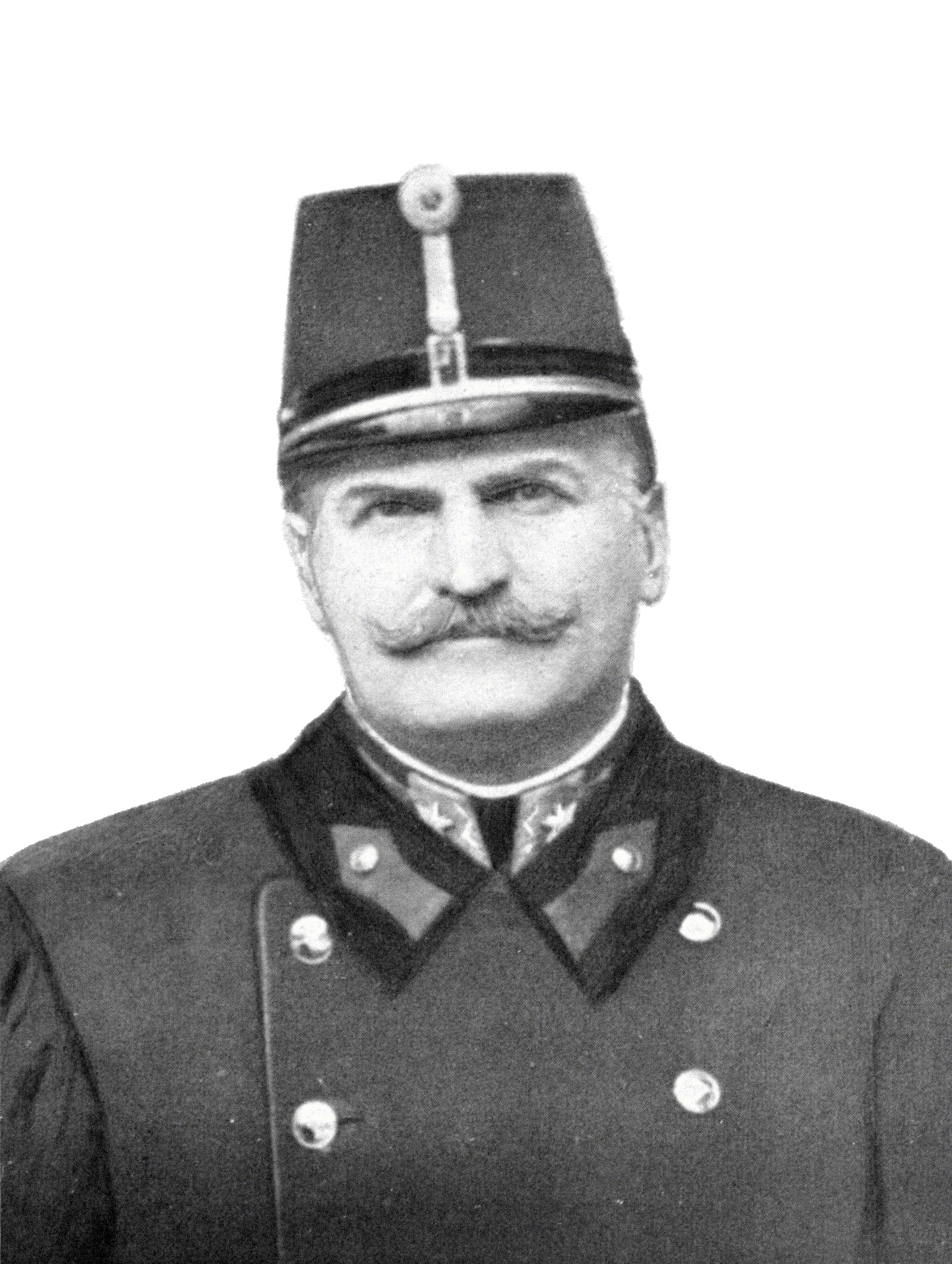
Franz Ritter Höfer von Feldsturm als Generalmajor (Sport & Salon, 1914)

## Leben
Franz Ritter Höfer von Feldsturm war ein Sohn des Schlossverwalters Franz Höfer und dessen Frau Augustine Vizentia Matschego aus Türmitz (Trmice) bei Aussig an der Elbe (Ústí nad Labem) in Böhmen, der als Hauptmann der österreich-ungarischen Armee mit dem Orden der Eisernen Krone III. Klasse ausgezeichnet und entsprechend den Ordensstatuten mit Diplom vom 2. Juni 1869 mit dem Prädikat „von Feldsturm“ in den österreichischen Adels- bzw. Ritterstand erhoben wurde.
Nach dem Besuch der Militär-Unterrealschule in Sankt Pölten, der Militär-Oberrealschule in Mährisch-Weißkirchen, der technischen Militärakademie in Wien, dem höheren Artilleriekurs und der k.u.k. Artillerie-Schießschule wurde Franz Ritter Höfer von Feldsturm in seiner Offizierslaufbahn in den Jahren 1912 und 1913 Stellvertreter des Chefs des Generalstabs der österreich-ungarischen Armee Franz Conrad von Hötzendorf und erreichte schließlich den Rang eines Feldmarschalleutnants. Zusammen mit August Urbański von Ostrymiecz, Maximilian Ronge und der Militärrichter Wenzel Vorlicek gehörte Franz Ritter Höfer von Feldsturm jener  Kommission an, die auf Befehl Conrad von Hötzendorfs den Fall um Alfred Redl in aller Stille bereinigen sollte.
In den Jahren 1914 bis 1918, als Sektionschef im Kriegsministerium in Wien, war er Verfasser der amtlichen Heeresberichte (Höfer-Berichte) im Ersten Weltkrieg.
Franz Ritter Höfer von Feldsturm war der Ehemann der Schriftstellerin Irma von Höfer (Irmgard Höfer von Feldsturm), geborenen Sölch.